# Tipografia catalana
La tipografia catalana, com a tal, comença amb la Gramàtica de Mates (1468), passant per Pere Posa, Cormelles, i altres impressors a València
L'única tipografia de la qual hi ha constància de ser un treball íntegrement fet a Catalunya va ser la dissenyada per Arnau Guillem de Broca (d'origen occità) la seva tipografia va ser gravada i dissenyada a Catalunya.
Antigament existeixen les professions de «gravador" o "obridor de punxons». Aquest feines es van desenvolupar a Catalunya especialment a l'entorn de Ripoll, consistia a crear un tipus en metall per, posteriorment, fer duplicats d'aquest (foses) i utilitzar-los durant la composició del text a imprimir. Per això, i fins a l'arribada de la «era digital», s'enumeraran els diferents gravadors de punxons de Catalunya, creadors, en veritat, de les diferents famílies de tipus. Actualment, aquestes professions han deixat pas la de tipògraf, vocable també aplicable a l'impressor, caixista, o qualsevol altre relacionat amb «l'art d'imprimir».

## Segle XV
- Pere Posa
- Pau Hurus ????. Tipografia musical.
- Eliezer Ben Abraham Alantansi (????-????), jueu. Tipografia hebrea.[1]
- Alfonso Fernández Córdoba (????-????). Publicà la Bíblia Valenciana i el Breviarium Cathaginense.[1]

## Segle XVI
- Sebastià de Cormellas (????-????).

## Seglexvii
Es caracteritza per importar letrerías flamenques abans d'afavorir el creixement i desenvolupament de l'art a Catalunya.

## Seglexviii
- Rongel ¿incloure'l? revisar.
- Eudald Pradell (1721-1788): Pradell (tipografia).[2][3][4]

- Fra Pau de la Mare de Déu (1748-1780). Els seus tipus mostren similituds amb els d'Eudald Pradell.

## Seglexix
- Ignasi Boix (????-????)

Aquest segle es caracteritza, per la importació famílies de tipus d'altres països.

## Segle XX
Aquest segle es caracteritza, per la importació famílies de tipus d'altres països.